# 好太王
好太王（こうたいおう、374年 - 412年）は、高句麗の第19代の王（在位：391年 - 412年）。

## 来歴
姓は高、諱は談徳（だんとく、タムドク）。先代の故国壌王の息子で、386年に太子に立てられており、先王の死とともに辛卯年（391年）に王位に就いた。鮮卑の前燕の攻撃を受けて衰退していた高句麗を中興し、領土を大幅に拡張した。好太王の名は、好太王碑文によれば正式な諡は國岡上廣開土境平安好太王といい、韓国では広開土王または広開土大王とも呼ばれる。在位中に永楽という年号を使用したので永楽大王とも呼ばれる。
王の即位年について、好太王碑文では前述の通り辛卯年（391年）とするが、『三国史記』高句麗本紀や同書・年表、また『三国遺事』王暦においては壬辰年（392年）の即位としており、1年の差異が見られる。これにより、治績年や死去年についても1年の差異がある。本稿においては、干支表記年は好太王碑文によるものとし、干支を伴わない表記年は『三国史記』によるものとする。
『三国史記』高句麗本紀・広開土王紀・百済本紀・義慈王紀によると、中国黄帝の孫の高陽氏、中国黄帝の曾孫の高辛氏の子孫であると称していた。

## 治世

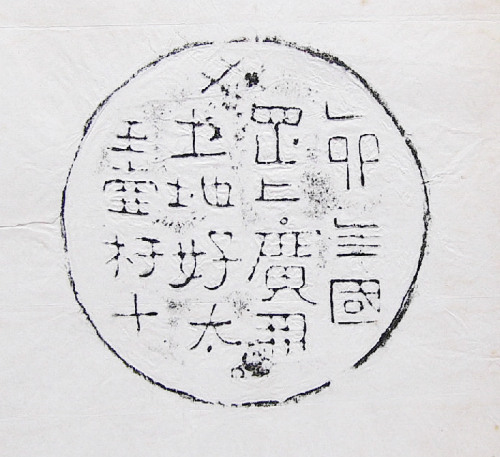
長寿王が好太王のために作った銅器の銘文

諡が示すとおりに高句麗は領土を拡大させたが、礼成江を境に百済に対しては即位初めから攻勢を取った。
新羅に対しては、壬辰年（392年）1月に使者を送って良好な関係を維持し、高句麗の勢力を恐れた新羅からは王族の金実聖（当代の奈勿尼師今の甥であり、後の実聖尼師今）が人質として送られてきたのを受け容れた。同年、石硯城（黄海北道開豊郡北面青石洞）を含めた10城を奪取し、関彌城を陥落させた。甲午年（394年）には水谷城（黄海北道新渓郡）を築き、乙未年（395年）には現在の礼成江まで反撃する百済軍を撃破して、百済との接境に7城を築いて防備を強化した。丙申年（396年）には漢江を越えて侵攻して百済の58城700村を陥落させ、百済王に多数の生口や織物を献上させ、永く隷属することを誓わせた。
しかし丁酉年（397年）、百済の阿莘王は王子腆支を人質として倭に送り通好する。（399年）庚子年（400年）高句麗は倭の侵攻を受けていた新羅に歩騎五万を派遣し、新羅を救援する。このとき新羅の王都は倭軍の侵攻を受けていたが、高句麗軍が迫ると倭軍は退き任那・加羅まで後退する。高句麗軍が追撃すると倭国傘下の安羅軍が新羅の首都を陥落させた為、402年に新羅は奈勿尼師今の王子未斯欣を人質として倭に送り国交を結んだ。甲辰年（404年）になると帯方界で倭軍の攻撃を受けるが撃退した。丁未年（407年）には後燕に侵攻して6城を討ち鎧一万領を得た。
このような南方での勢力拡張策とともに西側への侵攻も図っている。当時高句麗の西方にあった慕容氏の後燕国に使節を派遣するなど友好関係を維持したが、庚子年（400年）に後燕王慕容盛が蘇子河流域にあった高句麗の南蘇城と新城に侵攻して来ると、好太王は後燕に対する反撃を敢行した。この時、遼東城（遼寧省遼陽地級市）を含めた遼河東岸地域を侵略した。このほかにも、壬辰年（392年）には北方で契丹を征伐し、男女500人を捕らえるとともに契丹の捕虜となっていた高句麗人1万人を連れ戻した。庚戌年（410年）には東扶余を屈服させることで北と東に領土を拡大し、西は遼河、北では開原から寧安、東では琿春、南へは臨津江流域にまで至った。
また内政の整備にも力をつくし、長史・司馬・参軍など中央官職を新設し、歴代王陵保護のために守墓人制度を制定した。癸巳年（393年）には平壌に9寺を創建して、先代の故国壌王にならって仏教を奨励した。在位22年にして412年に39歳で死去した。『三国史記』によれば諡は広開土王、埋葬地は伝えていないが、好太王碑の建てられた将軍塚・太王陵（吉林省通化地級市集安市）が王の墓地と比定されている。

## 好太王碑
1880年に集安で発見された碑石は、甲寅年九月廿九日乙酉（9月29日 (旧暦)）（414年）に息子の長寿王が好太王の功績を称えて建立したものである。約1800字からなる碑文は純粋漢文で記されており、4世紀末から5世紀初の朝鮮半島の歴史だけではなく倭が登場することから古代日朝関係史を知る上での貴重な史料となっている。

## 好太王が登場する作品
- 太王四神記（2007年、MBC 演：ペ・ヨンジュン）
- 太王四神記（2009年 宝塚歌劇団花組、「－チュシンの星のもとに－」演：真飛聖）
- 太王四神記Ver.II（2009年 宝塚歌劇団星組、「－新たなる王の旅立ち－」演：柚希礼音）
  - 2010年に「タカラヅカ レビュー シネマ」として太王四神記Ver.IIが全国（25館）でロードショー
- 広開土太王（2011年、KBS 演：イ・テゴン）